# Adriano Ciaffi
Adriano Ciaffi (Macerata, 14 maggio 1936) è un politico italiano. È stato presidente della Regione Marche e parlamentare alla Camera dei Deputati per cinque legislature.

## Carriera politica
È stato sottosegretario di Stato per l'interno nel governo Craxi I, nel governo Craxi II e nel governo Fanfani VI. È stato relatore della legge n°142 dell'8 giugno 1990 ("ordinamento delle autonomie locali"), e della legge n° 81 del 25 marzo 1993 ("elezione diretta del Sindaco.."). Presidente della Commissione affari costituzionali della Camera nella XI legislatura della Repubblica Italiana. È stato presidente della regione Marche dal settembre 1975 al settembre 1978.